# Trioza brevifrons
Trioza brevifrons är en insektsart som beskrevs av Shinji Kuwayama 1910. Trioza brevifrons ingår i släktet Trioza och familjen spetsbladloppor. Inga underarter finns listade i Catalogue of Life.